# Markovac Našički
Markovac Našički es una aldea perteneciente a Našice, en la región de Eslavonia, condado de Osijek-Baranja,  Croacia.
Su población es 1.586 (2011).
En Markovac Našički está situado el Zoo Biziik, un zoo privado familiar. Entre Markovac y Našice está situado el Lago Lapovac.

## Población
| Censo por años | Censo por años | Censo por años | Censo por años | Censo por años | Censo por años | Censo por años | Censo por años | Censo por años | Censo por años | Censo por años | Censo por años | Censo por años | Censo por años | Censo por años |
| -------------- | -------------- | -------------- | -------------- | -------------- | -------------- | -------------- | -------------- | -------------- | -------------- | -------------- | -------------- | -------------- | -------------- | -------------- |
| 1857           | 1869           | 1880           | 1890           | 1900           | 1910           | 1921           | 1931           | 1948           | 1953           | 1961           | 1971           | 1981           | 1991           | 2001           |
| 0              | 0              | 315            | 654            | 818            | 996            | 1122           | 1035           | 1319           | 1352           | 1493           | 1566           | 1592           | 1657           | 1715           |